# Lycoperdina banatica
Lycoperdina banatica là một loài bọ cánh cứng trong họ Endomychidae. Loài này được Ganglbauer miêu tả khoa học năm 1899.